# 荆乡回族乡
荆乡回族乡是中国河南省新乡市封丘县下辖的一个乡。

## 行政区划
荆乡回族乡下辖：白寺村、前荆乡村、白庄村、杨庄村、后荆乡村。